# Финансовый инжиниринг
Фина́нсовый инжини́ринг — комбинирование финансовых инструментов с различными параметрами риска и доходности для реализации инвестиционной стратегии бизнеса. Используется при структурированном финансировании, секьюритизации, SPE, SPV. Дополнительное определение финансового инжиниринга — комплекс мер финансового воздействия, в том числе, но не ограничиваясь, процессом целенаправленной разработки новых финансовых инструментов или новых схем осуществления финансовых операций, разработкой системы финансового управления и минимизации финансовых рисков, разработкой новых финансовых инструментов и операционных схем, пригодных при осуществлении финансово-кредитных операций.
Финансовая инновация — это новые финансовые инструменты и финансовые технологии.
Финансовые инструменты делятся на:
- концептуальные средства — понятие и концепции, которые лежат в основе финансов как неформальной дисциплины (теория стоимости, теория хеджирования и др.);
- физические средства — инструменты и процессы, которые можно использовать для достижения какой-нибудь конкретной цели (инструменты — обычные акции, ценные бумаги с фиксированным доходом и т. п.; процессы — электронная система торговли ценными бумагами и др.).

К относительно новым финансовым инструментам принадлежат брокерские счета управления денежной наличностью, облигации, обеспечение пулом ипотек, процентные свопы, конвертированные облигации с правом досрочного погашения, уволенные от налога облигации с плавающей ставкой и еще много других.
Процесс разработки новых финансовых инструментов и операционных схем (новых финансовых технологий) имеет название финансовый инжиниринг. Термин «финансовый инжиниринг» появился в 1991 г. Финансовый инжиниринг, по определению Дж. Финерти, включает проектирование, разработку и реализацию инновационных финансовых инструментов и процессов, а также творческий поиск новых подходов к решению проблем в сфере финансов. Особое внимание в определении опирается на «инновационный» и «творческий» подход.
С точки зрения практики, финансовый инжиниринг охватывает много разных сфер. Основными из них являются финансы акционерных компаний; торговля; управление долгосрочными и краткосрочными вложениями денежных средств; управление рисками.